# Nås
Nås ist ein Ort in der schwedischen Provinz Dalarnas län sowie der historischen Provinz (landskap) Dalarna. Der ehemalige Hauptort der Kirchspiels (socken) Nås liegt zu am Fluss Västerdalälven und gehört heute zur Gemeinde Vansbro.

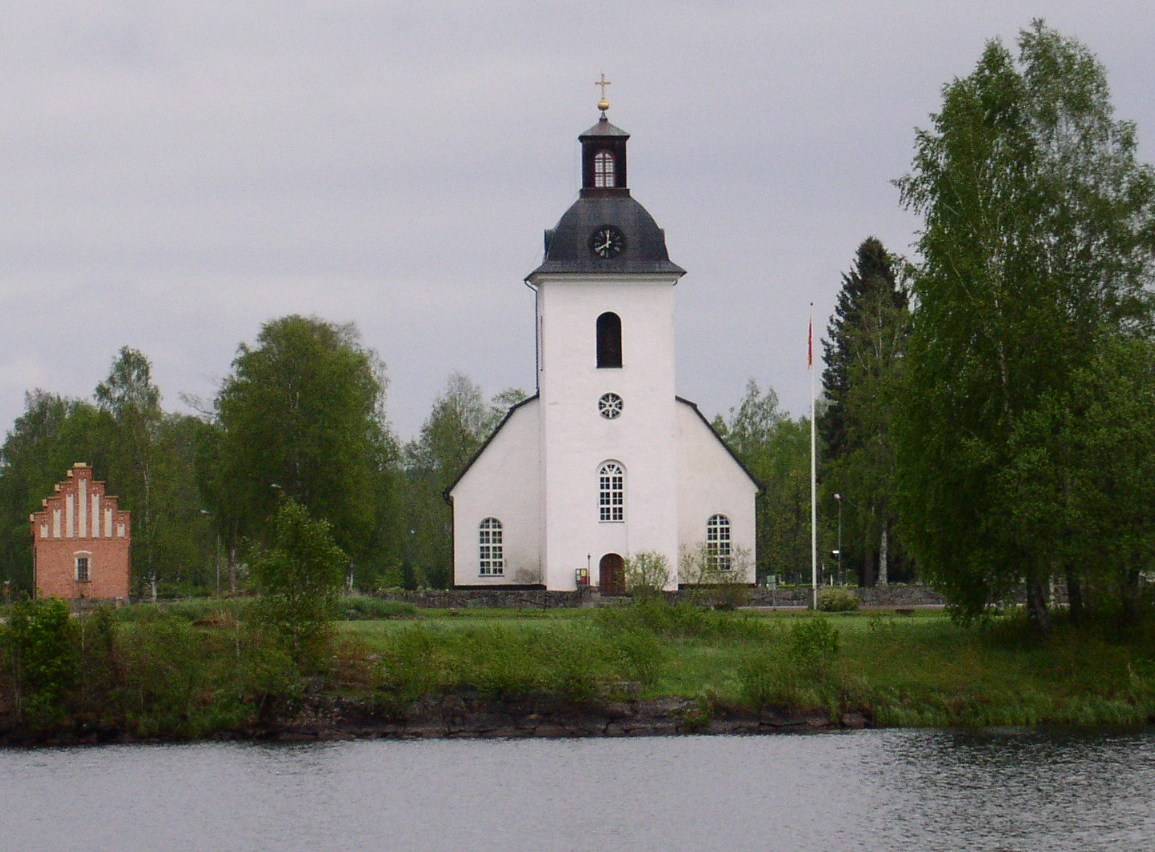
Kirche von Nås

Seit 2015 zählt das Statistiska centralbyrån nur noch den links (östlich) des Flusses gelegenen Ortsteil um die Kirche zum Tätort Nås, während der größere Ortsteil Skansbacken rechts des Flusses nun zusammen mit dem nördlich anschließenden vormaligen Småort Tyna och Heden den neuen Tätort Skansbacken Nås bildet.
Durch Nås verläuft auf der linken Flussseite die Europastraße 16, und der sekundäre Länsväg W 524 überquert von dieser abzweigend in Richtung Fredriksberg den Fluss; am rechten Flussufer aufwärts schließt die W 533 in Richtung Järna an. Östlich verläuft die Bahnstrecke von Repbäcken bei Borlänge nach Malung (Västerdalsbanan) mit einem Haltepunkt nordöstlich des Ortes.

## Geschichte
Bekannt wurde der Ort durch eine Gruppe von 55 von religiösem Eifer angetriebenen Auswanderern, welche in Erwartung des für den Frühling 1897 angekündigten Weltuntergangs 1896 in das Heilige Land emigrierten. In dieser Erwartung gestärkt hatte sie der örtliche Pastor Olof Henrik Larsson, dieser erzählte ihnen, dass nur errettet werden könne, wer sich zum Zeitpunkt des Weltenendes nahe des Grabes Christi befände. Die Gruppe umfasste fünf Kinder, darunter Lewis Larsson (1881–1958), der später als Fotograf Bekanntheit erlangte und dem die Flucht aus der Enge der Sekte gelang.
In Jerusalem schlossen sie sich der American Colony von Anna Spaffort an, die 1894 auch etwa 70 Schweden aus den USA in ihre Gemeinschaft aufgenommen hatte. Die Geschichte dieser Auswanderer inspirierte Selma Lagerlöf, die sich um 1900 dort aufhielt, zu ihrem Werk Jerusalem.